# Julita & Paula
Julita i Paulina Sokołowskie – polski duet skrzypcowy. Aktywny w latach 1998 - 2020, zakończył działalność w następstwie śmierci Pauliny Sokołowskiej w dniu 6 kwietnia 2020. Siostry koncertowały w kraju i za granicą (Austria, Belgia, Czechy, Francja, Holandia, Niemcy, Rosja, Wielka Brytania, Włochy). Grały rozrywkowe transkrypcje muzyki poważnej, utwory musicalowe, filmowe i pop rockowe.

## Pochodzenie
Julita i Paulina grają ze sobą od najmłodszych lat i doskonale rozumieją się muzycznie. Pochodzą z muzykalnej rodziny, w której oprócz nich grają jeszcze: siostra Katarzyna – na oboju, siostra Agnieszka – na altówce i brat Paweł na kontrabasie.

## Wykształcenie
Obie ukończyły studia w klasie skrzypiec Akademii Muzycznej w Warszawie. Swoje umiejętności doskonaliły na międzynarodowych kursach mistrzowskich (w Austrii, Belgii, Francji i Szwajcarii) oraz w Królewskim Konserwatorium w Brukseli w klasie Igora Ojstracha. 

## Kariera
Paulina była dwukrotną stypendystką rządu walońskiego. Pierwszą płytę, Julita & Paula, nagrały w roku 1998, kiedy to wytwórnia muzyczna Sony Music Entertainment Poland złożyła Julicie propozycję współpracy. Julita zaprosiła do nagrania siostrę i tak powstał album zatytułowany Julita & Paula, zawierający w większości kompozycje mistrzów muzyki poważnej. Znalazły się na niej takie klasyki jak: Burza Vivaldiego, Kaprys 9 Paganiniego czy Somewhere Bernsteina. W nagrywaniu debiutanckiego albumu sióstr wzięli udział  popularni muzycy polscy. Album uzyskał status złotej płyty a promujący ją singiel Ameryka przez długi czas utrzymywał się w pierwszej trójce utworów najczęściej granych w polskich rozgłośniach radiowych. W rok po premierze płyta została zauważona w innych krajach. W nowej szacie graficznej i z rozszerzonym repertuarem pojawiła się w Europie oraz Azji. 
Na kolejnej płycie, Kolędowanie Julity & Pauli, oprócz znanych muzyków zagrała również pozostała trójka ich rodzeństwa. Teledysk nakręcony do jednej ze znajdujących się na niej kolęd zdobył pierwszą nagrodę na Europejskim Festiwalu Filmów Niezależnych w Paryżu oraz został uhonorowany Yachem na Festiwalu Polskich Wideoklipów Yach Film. 
Promocjom płyt towarzyszyły koncerty w kraju i za granicą – m.in. trasa koncertowa z wokalistkami jazzowymi Urszulą Dudziak i Grażyną Auguścik oraz Tytusem Wojnowiczem. Siostry koncertowały na większości polskich scen filharmonicznych i teatralnych, wielokrotnie w warszawskiej Sali Kongresowej, Studiu Koncertowym Polskiego Radia i Telewizji, na koncertach plenerowych dla wielotysięcznej publiczności. Występowały w polskich ambasadach dla przedstawicieli wielu krajów. Wystąpiły na koncercie światowej sławy tenora José Carrerasa, grały dla głów państw i międzynarodowych osobistości. 
Wśród wielu nagród jakie otrzymały znajduje się również medal Akademii Polskiego Sukcesu przyznawany za wybitne osiągnięcia artystyczne. Swoimi koncertami wspierały wiele organizacji charytatywnych.

## Dyskografia
- Julita & Paula (album) – złota płyta[2]
- Julita & Paula (album, english edition)
- Eine kleine Nachtmusik (singel)
- Kaprys 9 (singel)
- America (singel)
- Kolędowanie Julity i Pauli (album)